# Akiko Higashimura
Akiko Higashimura (東村 アキコ?, Higashimura Akiko; Prefettura di Miyazaki, 15 ottobre 1975) è una fumettista giapponese, nota per essere l'autrice del celebre manga Kuragehime.
Ha debuttato nel 2000 con Kisekae Yuka-chan sulla rivista Cookie.
È stata nominata per cinque volte (2008, 2009, 2010, 2011) per il premio Manga Taishō, vincendone uno nel 2015 con Kakukaku shikajika.
Ha anche vinto il Premio Kodansha per i manga per il miglior shōjo nel 2010 con Kuragehime.
È la sorella maggiore del mangaka Takuma Morishige (Tonari no Seki-kun).

## Opere
- Kisekae Yuka-chan (きせかえユカちゃん?) (2000-in corso)
- Koi no Surisasu (恋のスリサス?) (2001)
- Ebisu Ginza Tengoku (ゑびす銀座天国?) (2004)
- Shiroi Yakusoku (白い約束?) (2004-2005)
- Himawari: Kenichi Legend (ひまわりっ 健一レジェンド?) (2005-2010)
- Mama wa Tenparist (ママはテンパリスト?) (2007-2011)
- Kuragehime (海月姫?) (2008-2017)
- Tenparist Babies (テンパリスト☆ベイビーズ?) (2009)
- Omo ni Naitemasu (主に泣いてます?) (2010-2012)
- Kakukaku shikajika (かくかくしかじか?) (2011-2015)
- Kuragehime Gaiden: Barakura - Bara no Aru Kurashi (海月姫外伝 BARAKURA~薔薇のある暮らし~?) (2012-2014)
- Meropon Dashi! (メロポンだし!?) (2013-2014)
- Tokyo Tarareba Musume (東京タラレバ娘?) (2014-2017)
- Yukibana no Tora (雪花の虎?) (2015-in corso)
- Bishoku Tantei Akechi Gorou (美食探偵 明智五郎?) (2015-in corso)
- Himoxile (ヒモザイル?) (2015-sospeso)